# Terminalia januarensis
Espèce
Statut de conservation UICN

 VU B1+2c : Vulnérable
Terminalia januarensis est une espèce de plantes à fleurs du genre Terminalia de la famille des Combretaceae. C'est un arbre endémique de la Forêt Atlantique au Brésil. On le trouve dans les États du Minas Gerais, de Rio de Janeiro et de São Paulo. Il est ménacé du fait de la disparition de son habitat. 